# Hotel Yorba
«Hotel Yorba» (рус. Отель Йорба) — первый сингл американской рок-группы The White Stripes из альбома White Blood Cells. Сингл вышел в ноябре 2001 года. На стороне «B» содержится кавер на песню Лоретты Линн «Rated X».
Отель «Йорба» был построен в 1926 году, раньше был гостиницей на юге-западе Детройта. Его можно увидеть вдоль автомагистралb I-75 неподалеку от моста Амбассадор, который соединяет Детройт и Уинсор (Канада). Версия сингла была записана в номере №206, где теперь располагается государственное помещение.
Песня была использована в удаленной сцене фильма «28 дней спустя». Сцена не попала на DVD, но песня была включена на альбом с саундтреками к фильму.
Сингл был переиздан в чёрную пятницу 2008 года, в День музыкального магазина на красном виниле, чуть позже был переиздан ещё раз, но уже на чёрном виниле.

## Список композиций
7"
| №  | Название             | Автор(ы)     | Длительность |
| -- | -------------------- | ------------ | ------------ |
| 1. | «Hotel Yorba» (Live) | Джек Уайт    | 2:10         |
| 2. | «Rated X"» (Live)    | Лоретта Линн | 2:50         |

CD
| №  | Название                   | Длительность |
| -- | -------------------------- | ------------ |
| 1. | «Hotel Yorba»              |              |
| 2. | «Rated X"»                 |              |
| 3. | «Hotel Yorba"» (видеоклип) |              |

## Музыкальный видеоклип
Видеоклип сняли Энтони Эрнест Гарет и Дэн Джон Миллер. В клипе Джек и Мэг играют песню внутри и снаружи отеля, также гуляют по лесу и присутствуют на свадебной церемонии. Жена Миллера, Трейси Мэй исполнила роль невесты Джека Уайта.

## Кавер-версии
- Шотландская группа The Fratellis сыграла свою версию на радио BBC Radio 1.
- Канадская альт-кантри группа Элиот Бруд играет песню на своих концертах.
- Канадская Ten Strings & A Goatskin, также играет песню на концертах.